# 파하힐 경기장
파하힐 경기장(아랍어: ملعب الفحيحيل, 영어: Fahaheel Stadium)은 쿠웨이트 파하힐에 있는 다목적 경기장이다. 현재는 주로 알파하힐 FC의 홈구장으로 사용된다.